# Truman Reservoir
Le  Harry S. Truman Reservoir  (également connu sous le nom de Truman Lake ) est situé dans l'État du Missouri, aux États-Unis. Il est situé entre Clinton et Varsovie, sur la rivière Osage et s'étend au sud jusqu'à Osceola. Le barrage est situé dans le comté de Benton, mais le réservoir s'étend également à certaines parties des comtés de Henry, St. Clair et Hickory.

## Histoire
Le Corps du génie de l'armée des États-Unis construisit et géra par la suite le lac et le barrage. Il est principalement utilisé pour le contrôle des inondations. Il est également utilisé pour la production d'électricité, les loisirs et la gestion de la faune.

Initialement nommé Kaysinger Bluff Dam and Reservoir en 1954, lorsque la construction fut autorisée, la construction commença en août 1964. Il fut rebaptisé Harry S. Truman Dam and Reservoir, en l'honneur de l'ancien président du Missouri, par le Congrès en 1970. La construction s’acheva en 1979. Le nom Kaysinger fait référence à la falaise immédiatement au nord à côté de l'endroit où le barrage fut finalement construit. La falaise, un point de repère populaire avant même le barrage, surplombait la confluence de la rivière South Grand, le ruisseau Tebo et la rivière Osage. Le centre d'accueil se trouve maintenant sur la falaise.

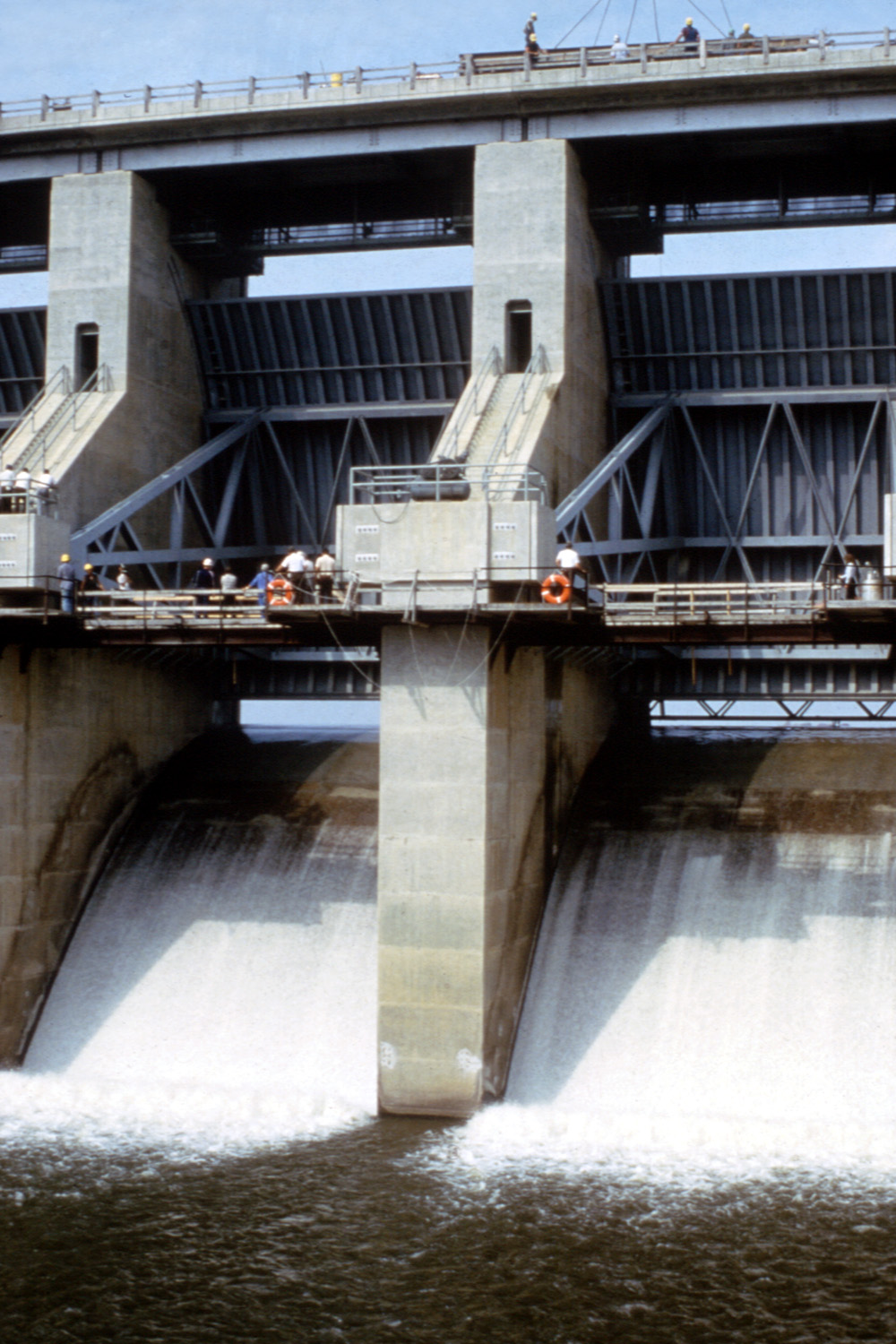
Deux des quatre grandes portes de tainter du barrage Harry S.Truman

La réalisation du projet Truman nécessita de nombreuses années de planification, d'acquisition de terrains, de construction de nouveaux ponts et de démolition d'anciens. Plusieurs routes, villes et cimetières durent être déplacés. Le premier projet de construction achevé sur le projet consista à déplacer la route 13 afin qu'elle soit au-dessus du niveau maximal du bassin.
La création du lac força la fermeture de la «Highline» du Frisco Railroad. La montée des eaux coupa les voies ferrées près d'Osceola et de Deepwater et les responsables des chemins de fer refusèrent de dépenser des millions de dollars pour rediriger les voies peu utilisées. Cependant, le Missouri-Kansas-Texas Railroad déplaça sa ligne principale entre La Due et Clinton; le projet comprenait cinq milles de nouvelle voie et une combinaison chaussée/pont sur le lac.

## Centre d'accueil régional Harry S. Truman

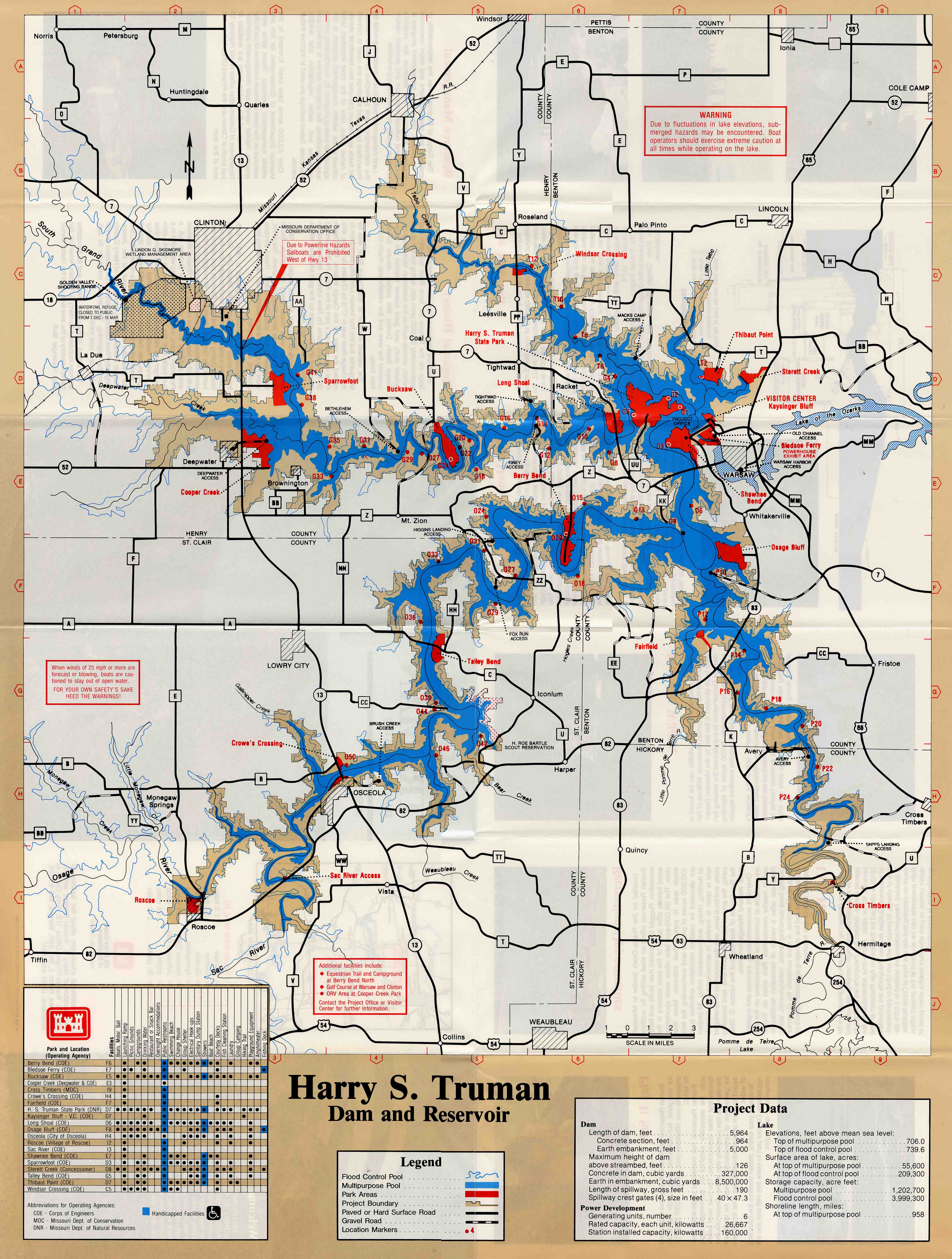
Une carte et une brochure montrant la forme et l'emplacement du lac

Le centre d'accueil régional Harry S. Truman contient des expositions sur l'histoire culturelle et naturelle du lac Truman, les activités environnementales, la construction du barrage, le fonctionnement de la centrale électrique et le US Army Corps of Engineers. Un théâtre de 67 places présente des vidéos sur la faune, l'histoire et la sécurité aquatique sur demande. La plate-forme d'observation offre une vue sur le lac Truman et une partie du lac des Ozarks, ainsi que sur le barrage.

## Parc d'État Harry S. Truman
Le parc d'État Harry S. Truman est situé dans le comté de Benton, dans le Missouri, sur une péninsule qui s'avance dans le réservoir.

## Structure de Weaubleau-Osceola
La partie sud-ouest du lac fait partie de la circonférence de la structure Weaubleau-Osceola, un cratère d'impact vieux de 330 à 335 millions d'années.

## Barrage Harry S. Truman
| Type de barrage:                        | Barrage-poids en béton et remblais de terre en deux sections |
| Longueur (totale):                      | 1 818 m                                                      |
| Longueur (section en béton):            | 294 m                                                        |
| Longueur (section de terre):            | 1 524 m                                                      |
| Hauteur au-dessus du lit de la rivière: | 38,4 m                                                       |
| Volume de béton:                        | 250 011 m3                                                   |
| Volume terrestre:                       | 6 498 755 m3                                                 |
| Longueur du déversoir :                 | 57,9 m en quatre sections                                    |
| Portes Tainter :                        | 4                                                            |
| Puissance installée                     | 160 MW                                                       |